# Dąbrowa Nowogardzka (gmina)
Dąbrowa Nowogardzka (Dąbrowa; od 1973 Błotno) – dawna gmina wiejska istniejąca w latach 1945–1954 w woj. szczecińskim (dzisiejsze woj. zachodniopomorskie). Nazwa gminy pochodzi od wsi Dąbrowa Nowogardzka, lecz siedzibą władz gminy była Antonówka.
Gmina Dąbrowa Nowogardzka powstała w czerwcu 1945 na terenie tzw. Ziem Odzyskanych (tzw. III okręg administracyjny – Pomorze Zachodnie), jako jedna z 12 gmin zbiorowych, na które podzielono powiat nowogardzki. 28 czerwca 1946 gmina weszła w skład nowo utworzonego woj. szczecińskiego.
Według stanu z 1 lipca 1952 gmina składała się z 8 gromad: Błotno, Brochlin, Dąbrowa Nowogardzka, Glicko, Grabin, Ogorzele, Sikorki i Trzechel. Gmina została zniesiona 29 września 1954 wraz z reformą wprowadzającą gromady w miejsce gmin. Jednostki nie przywrócono 1 stycznia 1973 wraz z kolejną reformą reaktywującą gminy, utworzono natomiast jej terytorialny odpowiednik, gminę Błotno.
Zobacz też: gmina Dąbrowa.